# Pinacosterna marginalis
Pinacosterna marginalis là một loài bọ cánh cứng trong họ Cerambycidae.